# ヴァーベルン
ヴァーベルン (ドイツ語: Wabern) は、ドイツ連邦共和国ヘッセン州北部のシュヴァルム＝エーダー郡に属す町村（以下、本項では便宜上「町」と記述する）であり、カッセル - フランクフルトを結ぶマイン＝ヴェーザー鉄道沿いにある。ヴァーベルンからはエーダー鉄道がバート・ヴィルドゥンゲンまで運行している。

## 地理

### 位置
市場町ヴァーベルンは、エーダー川とシュヴァルム川の河川平地に位置している。シュヴァルム川がエーダー川に注ぐ河口の数 km 南にあたる。

### 隣接する市町村
ヴァーベルンは、北東はフェルスベルク、南東はホムベルク (エフツェ)、南西はボルケン (ヘッセン)、北西はフリッツラーと境を接している（いずれもシュヴァルム＝エーダー郡）。

### 自治体の構成

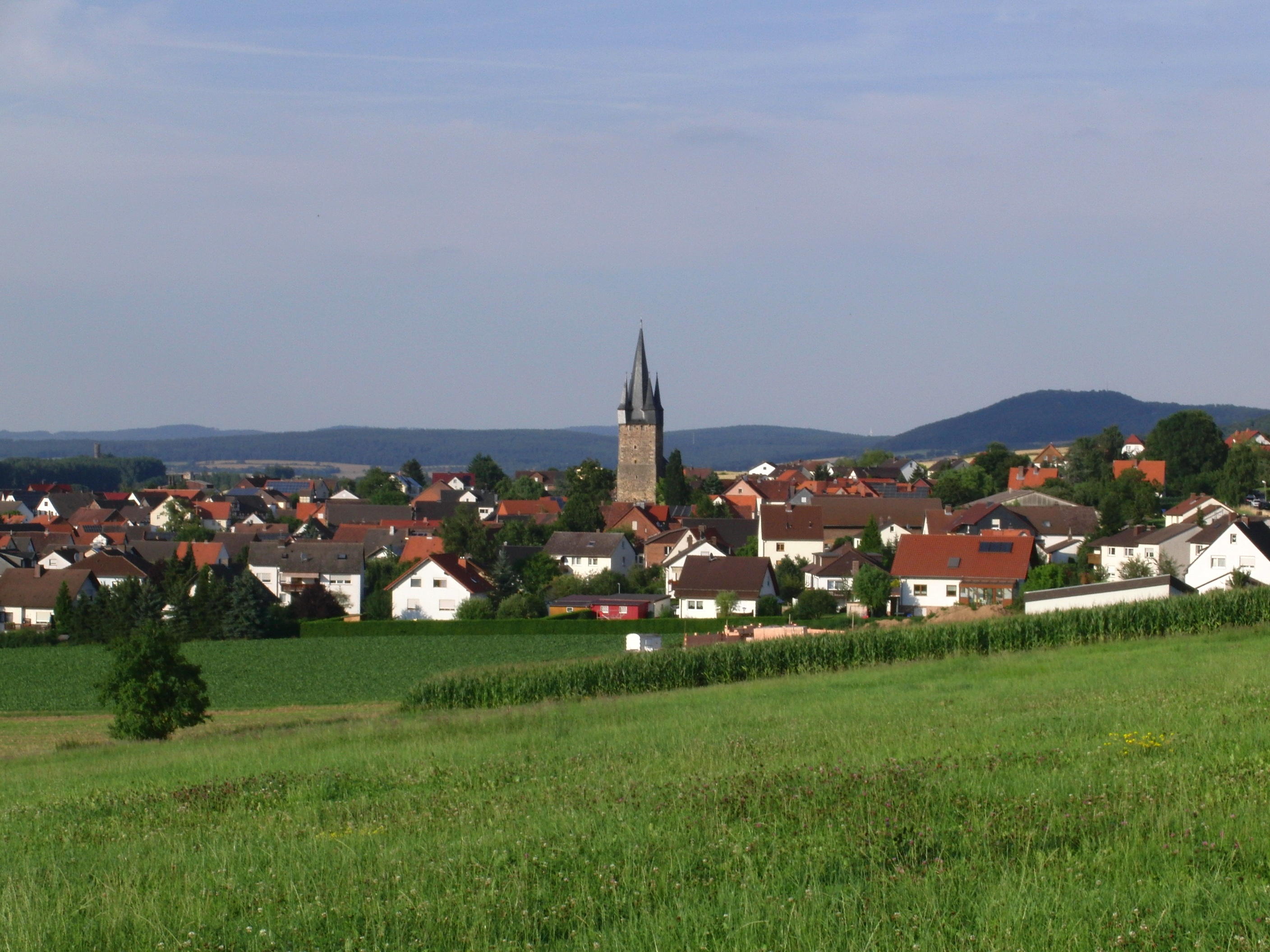
ハルレの集落。中央の塔がボニファティウス教会の塔

自治体としてのヴァーベルンは、10地区からなる。首邑であるヴァーベルン地区の他、ヘーベル、ロックスハウゼン、ファルケンベルク城を含むファルケンベルク、ウーデンボルン、ウンスハウゼン、ウッタースハウゼン、ツェンネルン、ニーダーメルリヒ、ハルレである。
ヴァーベルンに属す集落は、16世紀以降にプロテスタントの信者によって建設された典型的なニーダーヘッセン地方の村落である。
ファルケンベルクには1938年に破壊されるまで小さなシナゴーグがあった。多くのユダヤ人はナチスのホロコーストによって住み家を逐われ、後に殺害された。
ハルレの村落は特に歴史的な特異性を有している。この村の風景はボニファティウス教会によって特徴付けられる。この教会の塔は中世盛期に建造された。教会本堂は1492年に新築された。現在この教会の周囲に位置する集落は、おそらく約2000年前には礼拝所の機能を果たしていた。そのヒントは教会の向きにある。この教会は、6 km 離れたゲンズンゲン近郊のハイリゲンベルクに向いている。教会からは、夏至の日（6月21日または22日）には、坂道を登るようにハイリゲンベルクを太陽が昇って行くのが見える。古代天文学を専門とするヴォルフハルト・シュロッサー教授は、この点がこの村の、さらにはハルレ教会の特殊性を示す印象的なヒントであると指摘している。

## 歴史
ヴァーベルンは 803年頃にフルダ帝国修道院のエーバーハルディ・コデックスに "Wabere" として初めて文献に記録されている。1209年にフリッツラーのペーター教会（フリッツラー聖堂）はヴァーベルンから収入を得ており（1450年まで）、1335年からはヴァーベルンに荘園を経営していた。1244年にドミニコ会修道士ディートリヒ・フォン・アポルダはヴァーベルンに土地を有していた。1250年頃にはマインツの聖シュテファン教会もこの村から収入を得ていた。1267年にフォン・ヴァーベルン家が初めて記録されたが、1397年にこの家門は断絶した。ヴァーベルンのエルニングは1298年に土地をハイナ修道院に売却した。1350年から1383年まで、ヘッセン方伯領アムト・ヴァーベルンの村は、ヨハン・フォン・ファルケンベルクに質入れされた。1407年にイェンネ・フォン・ヘーベルはヘッセン方伯ヘルマン2世に自分の分農場を売却した。1421年からヴァーベルン代官裁判所は隣村のツェンネルンをも管轄していた。レーヴェンシュタイン＝シュヴァインスベルク家とレーヴェンシュタイン＝ヴェスターブルク家は1450年からヴァーベルンに共同の土地を有していた。1494年にヴェスターブルク部分はマルガレーテ・フォン・ヴェスターブルクが相続した。彼女の婚約者はハインリヒ・フォン・レーヴェンシュタインであった。1502年にはアイテル・フォン・レーヴェンシュタイン（後に陸軍元帥）とその弟ヨハンは、マインツ大司教ベルトルト・フォン・ヘンネベルクから代官権を引き継いだ。1587年からはアムト・ホムベルクがシュヴァルムの裁判権を行使した。1742年、ヴァーベルンにヴァーベルン、ウッタースハウゼン、ツェンネルンに対する代官所が設けられた。1756年頃にはヴァーベルンに郵便の宿駅が設けられた。
ヴェストファーレン王国時代、1807年から1813年まで、ヴァーベルンは小郡と区裁判所の所在地であった。ヴァーベルン、ウッタースハウゼン、ツェンネルン、ローテルムスハウゼンを含むウンゲダンケン、ケルステンハウゼン、クラインエングリス、グローセンエングリス、ゴムベート、カルプスブルクを含むウーデンボルン、ヴェンツィゲローデを含むベッツィゲローデを管轄としていた。1814年に城館は選帝侯ヴィルヘルム2世麾下のヘッセン軍司令部となった。1816年に陸軍元帥ブリュッヘルがこの司令部を訪れた。ヴァーベルンは1818年以降はアムト・フリッツラーに属した（それまではアムト・ホムベルクに属していた）。1831年にヴァーベルンは、1年間、第1軽騎兵連隊第4騎兵中隊の駐屯地となった。
1849年、ヴァーベルンとカッセルとを結ぶマイン＝ヴェーザー鉄道が開業した。1878年には皇帝ヴィルヘルム1世の観閲の下、第11軍団による大規模なパレードが開催された。1884年に鉄道ヴァーベルン - ブリーロン＝ヴァルト線の建設工事が始まった。当初はバート・ヴィルドゥンゲンまでの運行であったが、これによりヴァーベルンは重要な鉄道の分岐点となった。城館は1886年にプロイセン王立教育・矯正施設となった。かつての方伯の城館は1936年から1938年まで、ユダヤ人や強制収容所へ送致される人々の一時的な収容施設となった。
1943年5月16日から17日にかけての夜半に行われたエーダー川の堰き止めダムの破壊攻撃に伴う洪水により 100人近くが死亡し、甚大な損害を被った。
1971年から1974年に実施された地域再編の結果、現在の広域町村が成立した。

### 歴史的名称
Waberen（1209年）、in Wabren（1250年頃、14世紀前半）、in Wabern（1255年頃）、Wabirn（1312年以後）、Wabern（1438年）、Wobern（1490年頃）、Wawern（1494年）

## 宗教

### 教会/プロテスタント教会
最初の礼拝堂は1360年頃に記録されている。主教会は、元々はニーダーツェンネルンにあった。この村落の荒廃に伴い、1400年頃にニーダー・ツェンネルンの司祭はヴァーベルンに移転したようだ。ヴァーベルンの司祭区は1410年頃に初めて文献に登場する。1490年頃、教会に鐘が設置された。最初のプロテスタントの牧師はヨハネス・ヘルヴィヒ（1527年頃から1557年まで、一説には1569年まで）であった。
現在の教会は、1772年にヘッセン＝カッセル方伯カールによって簡素なホール式教会として建造された。この教会の主な特徴は、教会堂を横向きに使う Querkirche ということである。つまり東西軸が長い構造であるにもかかわらず、長辺である南辺に祭壇が祀られていることにある。この建築様式は改革派によって主導されたものである。方伯は説教壇の真向かいに席を有していた。この教会には見応えのあるロココ・オルガンがある。

### カトリックの聖ヴィクベルト教会
聖ヴィクベルト教会はカトリックの教会である。定礎は1958年11月23日であった。この年の年末にはすでに上棟が祝われた。この新しい教会は1959年9月13日にフルダ司教アドルフ・ボルテによって聖別された。約50年後、ラーハの聖マリア修道院の鋳造所で5つの鐘が製作され、この教会に設置された。2008年8月10日にこの鐘の聖別がなされた。

### Muqeet モスク
2005年5月15日にヴァーベルンの Muqeet モスクの定礎がなされた。2年の工期の後、2007年9月4日にこの宗教組織の第5代 Khalifat ul-Massih である Mirza Masroor Ahmad によって開館された。

## 行政

### 議会
ヴァーベルンの町議会は、31議席からなる。

### 首長
2015年6月14日の選挙で、クラウス・シュタインメッツ (SPD) は、60.7 % の票を獲得して、町長に選出された。この選挙の投票率は、59.3 % であった。

### 姉妹自治体
- この町のウッタースハウゼン地区は、ロルメゾン（フランス、オワーズ県）と姉妹自治体である。

## 文化と見所

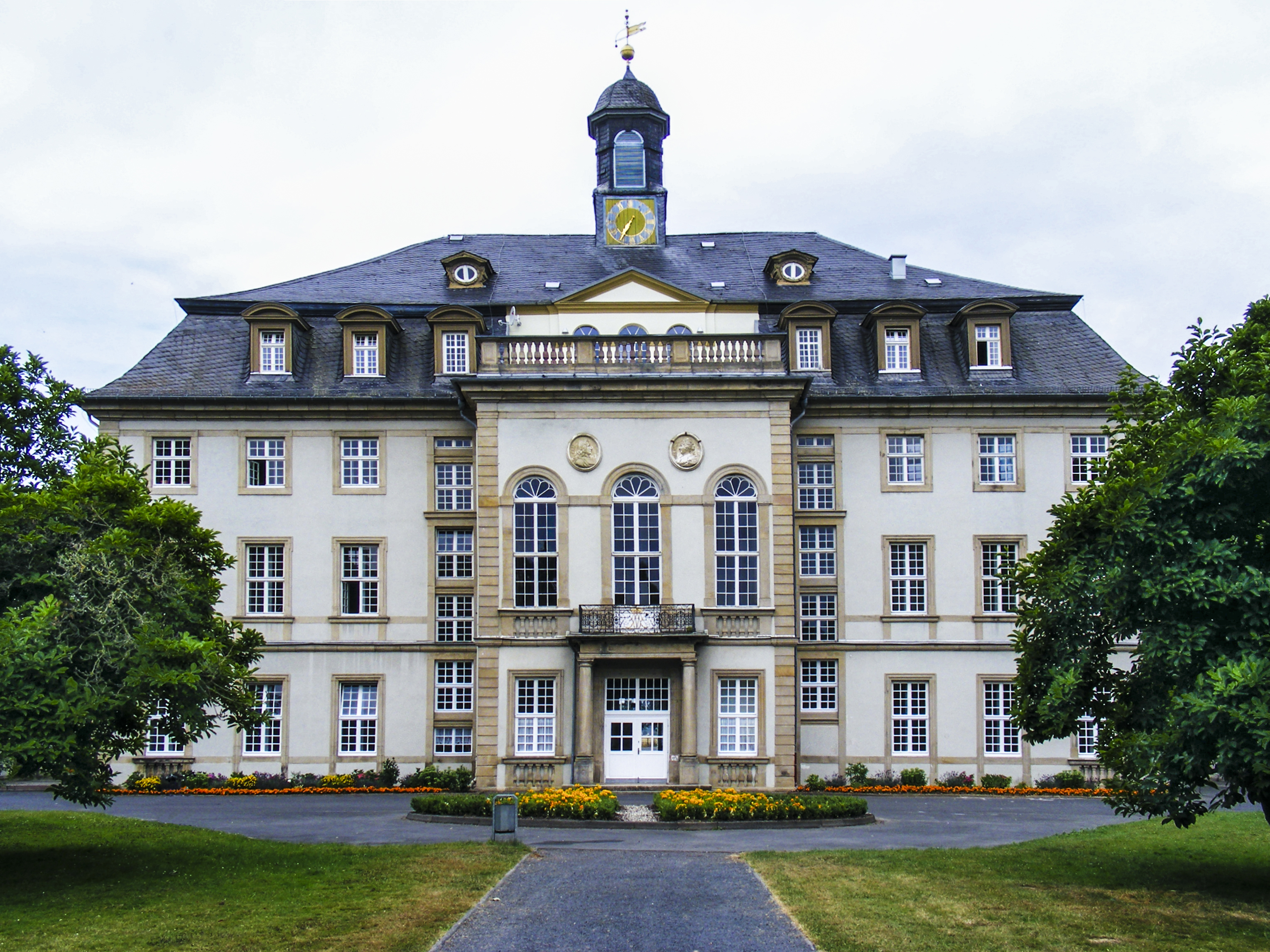
ヴァーベルンの狩りの城

### 建造物
- ヴァーベルンの狩りの城
- Muqeet モスク
- ロココ・オルガンを有する1722年建造の教会

#### ヴァーベルンの休息と狩りの城
ヘッセン＝カッセル方伯カールは、方伯妃マリア＝アマリー・クーアラントのためにエーダー川とシュヴァルム川にはさまれた平地に、宮廷建築家ヨハン・コンラート・ギースラーの設計に基づいて1701年から1712年に休息と狩のための城館を築いた。1750年にヴォルテールがヴァーベルンを訪れた。七年戦争では1760年からこの城館はブラウンシュヴァイク＝ベーヴェルン公フェルディナントの本陣となった。七年戦争終結後、1764年の一連の鷹狩りは、ヘッセン＝カッセル方伯フリードリヒ2世による平和の祭典のクライマックスであった。フリードリヒ2世は、1770年に建築家 Simon Louis du Ry にこの城を増築させた。1770年に、『Über den Umgang mit Menschen』（森鷗外が抄訳・翻案した『智恵袋』の原著）の著者として知られるアドルフ・クニッゲ男爵がヴァーベルンを訪れた。また、1779年にゲーテがヴァーベルンを訪問している。フリーデリケ・フォン・アンハルト＝ベルネブルクは、精神的錯乱を治療するために、1819年にこの城に住んだ。選帝侯ヴィルヘルム2世は1828年にこの城館を修復した。

## 経済と社会資本

### 交通
ヴァーベルンには、マイン＝ヴェーザー鉄道のインターシティー停車駅がある。この駅は古くから重要な鉄道の分岐点であった。ルール地方へ向かう路線に接続するブリーロンへ行く路線がこの駅から分岐する。現在この支線はバート・ヴィルドゥンゲンが終点である。連邦道 B253号線と B254号線がヴァーベルンで交差する。町域の西部には、連邦アウトバーンのヴァーベルン・インターチェンジがある。

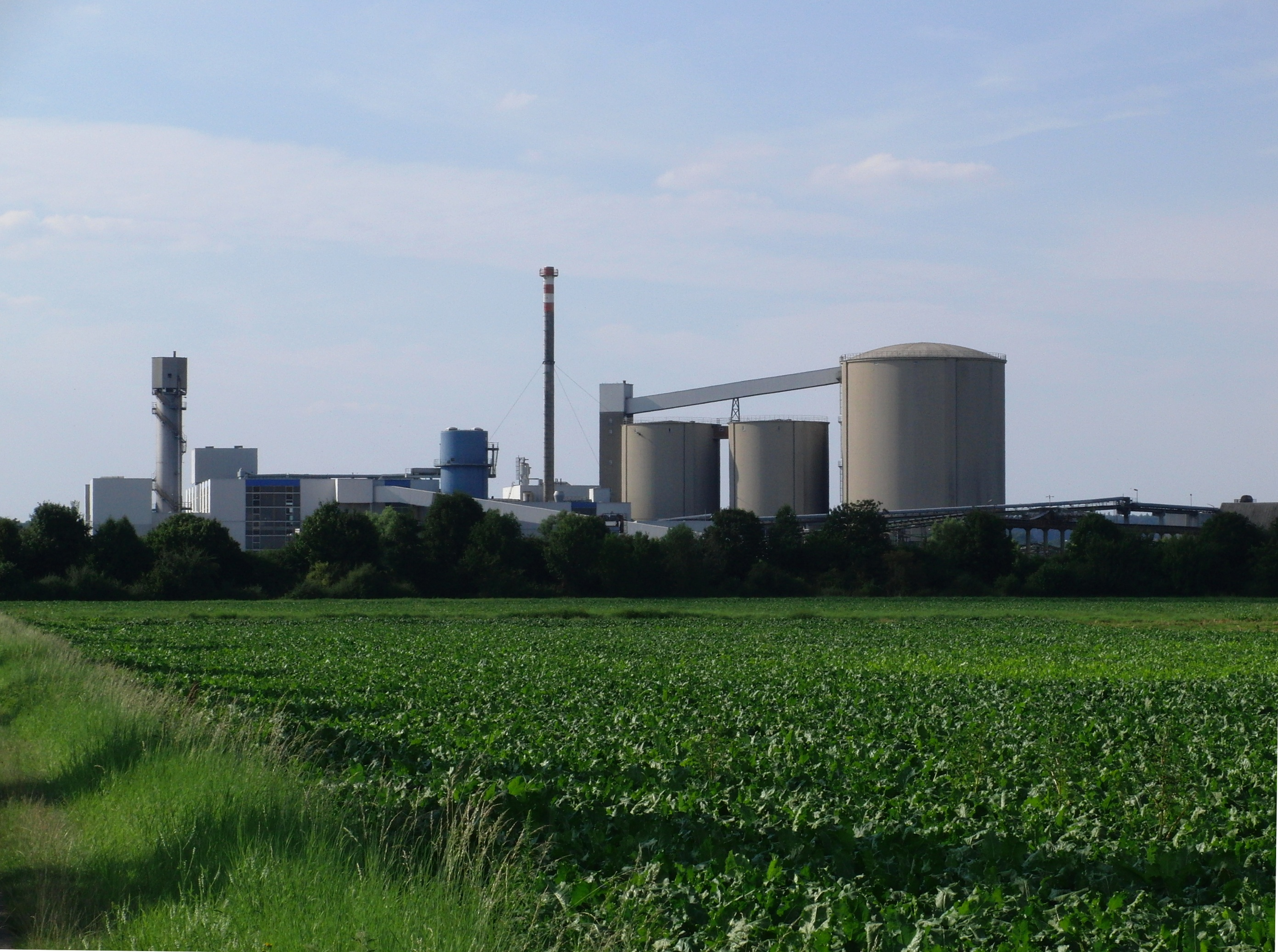
ヴァーベルンの製糖工場

### 製糖工場
郵便局長ティーレパーペは1836年にヴァーベルンで最初の製糖工場を建造したが、おそらく役所の指示によって、1850年頃に閉鎖された。ブラウンシュヴァイクの農家が地元の北ヘッセンの農家と共にこれを買い取った。これが新たな工場設立を推進した。それは元々カッセルで設立された。交渉は極めて長引いた。1880年8月8日に、決心した117人の北ヘッセンの農家が、農業者経営企業として Actien-Zuckerfabrik Wabern を起業した。約1年の工期の後、この工場は1881年に操業を開始した。1975年に Zuckerfabrik Franken GmbH が過半数株を取得した。1976年に、ヴァーベルンに本社を置く Vereinigte Zucker AG が創設された。これにより大規模な近代化と改築がなされた。ヴァーベルンとヴァーブルクの工場には合わせて約1億マルクが投資された。その後、1988年に Süddeutsche Zucker AG(Südzucker) と合併した。